# ديفيد فابر (كاتب)
ديفيد فابر هو كاتب بولندي، ولد في 25 أغسطس 1928 في نوفي سونتس في بولندا، وتوفي في 28 يوليو 2015.